# فيكتوار توميغا داغبي
فيكتوار توميغا داغبي (بالفرنسية: Victoire Tomegah Dogbé)‏ سياسية توغولية تشغل منصب رئيس وزراء توغو منذ 28 سبتمبر 2020. وهي أول امرأة تشغل المنصب في البلاد.